# Mainá-de-crista
O mainá-de-crista ou mainato-de-poupa (Acridotheres cristatellus) é uma ave da família Sturnidae. Um pouco maior que o estorninho-preto, distingue-se pelas grandes manchas brancas nas asas, visíveis em voo, e pelo pequeno tufo de penas junto à base do bico.
Esta espécie de origem asiática foi introduzida em Portugal Continental, tendo-se estabelecido como nidificante.